# La Zoma
La Zoma település Spanyolországban, Teruel tartományban. La Zoma Aliaga, Cañizar del Olivar, Castel de Cabra, Gargallo és Ejulve községekkel határos. Lakosainak száma 27 fő (2024).

## Népesség
A település népessége az utóbbi években az alábbiak szerint változott:
| Lakosok száma | 31   | 27   | 23   | 22   | 22   | 19   | 18   | 33   | 30   | 27   |
|               | 2001 | 2004 | 2007 | 2009 | 2012 | 2014 | 2017 | 2019 | 2022 | 2024 |